# Fiołek torfowy
Fiołek torfowy (Viola epipsila Ledeb.) – gatunek roślin z rodziny fiołkowatych (Violaceae). Występuje naturalnie w klimacie umiarkowanym i subpolarnym półkuli północnej. Relikt epoki lodowcowej (tzw. gatunek reliktowy). 

## Rozmieszczenie geograficzne
Rośnie naturalnie w klimacie umiarkowanym i subpolarnym Ameryki Północnej, Europy i Azji. Jest podawany z Islandii, Norwegii, Danii, Szwecji, Finlandii, Estonii, Łotwy, Litwy, Białorusi, Polski, Niemiec, Czech, Słowacji, Rumunii, Ukrainy, Rosji (z jej europejskiej części, zachodniej Syberii i gór Ałtaj), Kazachstanu, Chin (Mandżuria), Kanady (Terytoria Północno-Zachodnie, Jukon, Manitoba oraz Ontario) i Stanów Zjednoczonych (Alaska oraz Michigan). Roślina w Polsce jest bardzo rzadko spotykana – rośnie tylko na kilku stanowiskach w części północno-wschodniej. 

## Morfologia

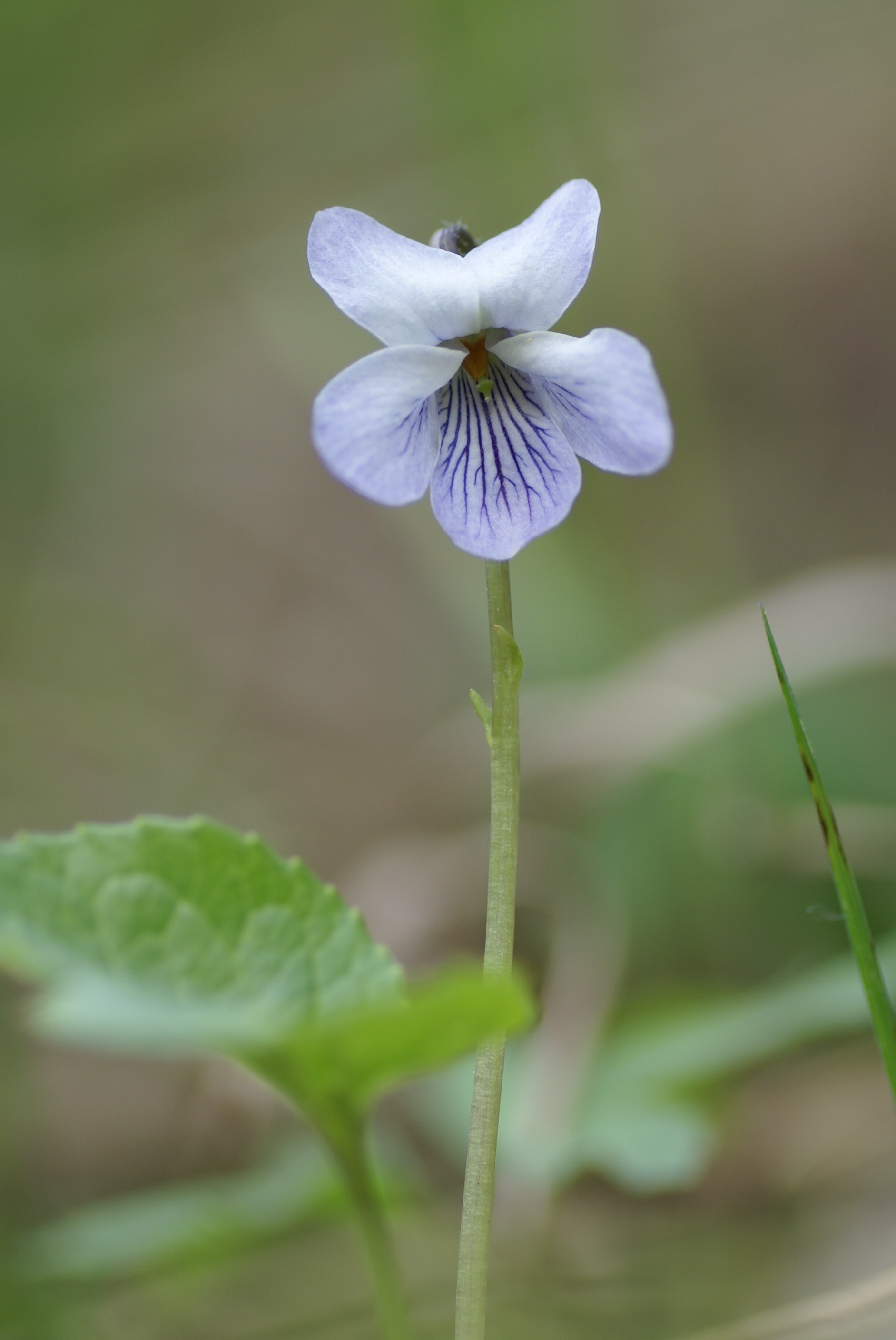
Kwiat

PokrójBylina dorastająca do 8–15 cm wysokości. Łodyga jest wiotka. Tworzy kłącza i rozłogi nad- i podziemne.
LiścieZawsze tylko 2. Blaszka liściowa ma kształt od nerkowatego do okrągławego, zwykle jest dłuższa niż szersza. Jej górna powierzchnia jest naga, natomiast od spodu jest skąpo owłosiona. Mierzy 0,6–2,2 cm długości oraz 0,6–2,4 cm szerokości, jest karbowana na brzegu, ma sercowatą nasadę i tępy wierzchołek. Ogonek liściowy jest owłosiony i ma 4–10 mm długości (górne liście na nieco oskrzydlonych ogonkach). Przylistki są od owalnych do lancetowatych, nietrwałe i osiągają 3–8 mm długości.
KwiatyPojedyncze, wyrastające z kątów pędów, słabo pachnące. Mają działki kielicha o trójkątnie lancetowatym kształcie i dorastające do 6–7 mm długości. Płatki są od odwrotnie jajowatych do lancetowatych, mają barwę od niebieskawej do purpurowej oraz 7–10 mm długości, dolny płatek jest podługowato eliptyczny, mierzy 6–8 mm długości, posiada obłą ostrogę o długości 2–3 mm.
OwoceNagie torebki mierzące 5–7 mm długości, o jajowatym kształcie.
Gatunki podobnePodobny jest fiołek błotny (Viola palustris), który ma zwykle 3–4 liście (a nie dwa), o blaszce nerkowatej – szerszej niż dłuższej i podkwiatki osadzone w połowie szypułki kwiatowej lub niżej.

## Biologia i ekologia
Bylina, hemikryptofit. Kwitnie od maja do czerwca. Kwiaty są zapylane przez pszczoły, jednak możliwe jest również samozapylenie.
Rośnie na torfowiskach, brzegach cieków wodnych, rowach i terenach bagnistych. Preferuje stanowiska w półcieniu lub pełnym nasłonecznieniu, na podłożu mokrym i wilgotnym, żyznym, na glebach gliniastych, organiczno-mineralnych i torfach, o odczynie od kwaśnego do obojętnego (4,5–6,5 w skali pH). Występuje na wysokości do 2000 m n.p.m. W klasyfikacji zbiorowisk roślinnych gatunek charakterystyczny dla O/All. Caricetalia nigrae. 

## Zagrożenia i ochrona
Gatunek objęty ścisłą ochroną prawną. Informacje o stopniu zagrożenia na podstawie:
- Polskiej czerwonej księgi roślin[12][13] – gatunek krytycznie zagrożony (kategoria zagrożenia CR)
- Czerwonej listy roślin i grzybów Polski (2006)[14] – gatunek wymierający – krytycznie zagrożony (kategoria zagrożenia E); 2016: EN (zagrożony)[15].